# 香港島

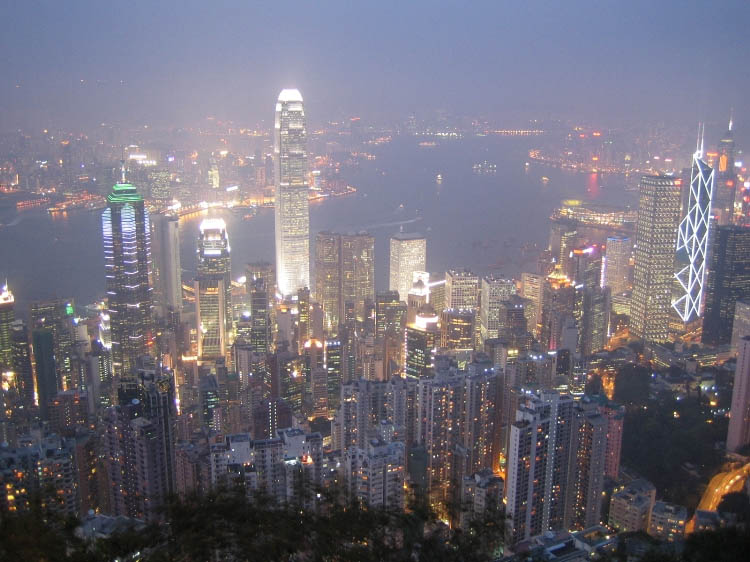
ビクトリアピークからの夜景

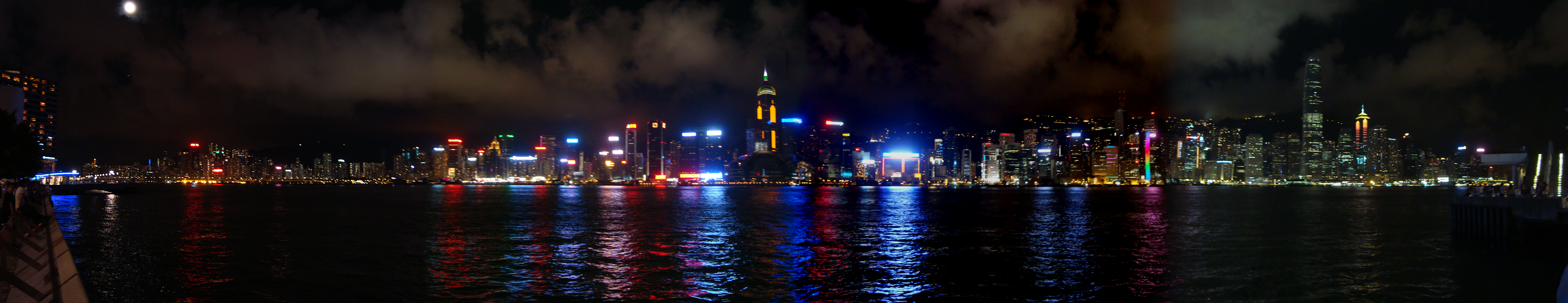
九龍側から見た香港島の夜景

香港島（ホンコンとう、略称：香港、港島）は、香港にある島で、香港で最初の市街地であるヴィクトリア市が築かれた島である。
ヴィクトリア港より南側の地域を指して「Island Side」と呼ばれることがある。日本人の間では「香港サイド」とも呼ばれる。

## 概要
香港にある島の中で、2番目に大きい。島の北部にある中環は香港の歴史、政治、経済の中心地である。香港島と九龍半島の間にあるヴィクトリア・ハーバーには、多くの貨物船や客船、軍艦などが入港してくる。
島内には最高点であるヴィクトリア・ピークや香港海洋公園など多くの観光名所や大きなショッピングモール、オフィスビルやホテルなどが数多く存在している。島の中心部を占める山々はハイキングコースとしてよく知られている。

## 行政区分
香港島の行政区分は以下の通り。
- 中西区
- 湾仔区
- 東区
- 南区

## 歴史
香港島は1841年1月20日、アヘン戦争の最中、イギリス海軍のチャールズ・エリオット大佐によってに初めてイギリスに占領された。それまで香港島は「Barren Rock」として知られていた。イギリス海軍は、水坑口（Possession Point）に上陸した。
1842年、香港島は南京条約により清からイギリスに割譲され、イギリスの永久領土となった。その後中国大陸を統治する政府が清から中華民国となり、また第二次世界大戦時に香港一帯が日本軍に占領された期間などを経て、1997年7月1日に新界の租借期限終了とあわせて、1950年以降イギリスが清の後継とみなす中華人民共和国に譲渡された。

## 地理
香港島は、香港にある島の中ではランタオ島に次いで2番目に大きい。面積は80.4平方キロメートルである。これは、香港全体の面積の約7%にあたる。また、香港島では1887年から埋立が行われており（より小規模なものは1851年から行われている）、この面積には6.98平方キロメートルの埋立地が含まれる。概ね、現在の皇后大道（Queen's Road）、英皇道（King's Road）よりもヴィクトリア港側の土地は埋立により作られたものであり、現在では海から離れている場所に海や船乗りの守護神として信仰されている天后を祀る道教寺院があることに、その名残りをみることができる。
九龍半島や新界とは、ヴィクトリア港により隔てられている。

## 人口
2000年現在の人口は1,367,900人で、これは香港全体の約19%にあたる。人口密度は香港の中でもっとも高く、1平方キロメートルあたり約18,000人である。九龍地区とあわせて、香港の人口全体の47%を占める。

## 交通

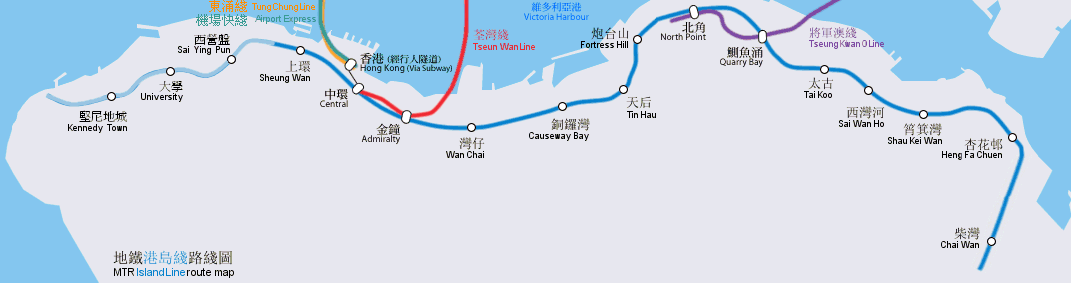
港島線

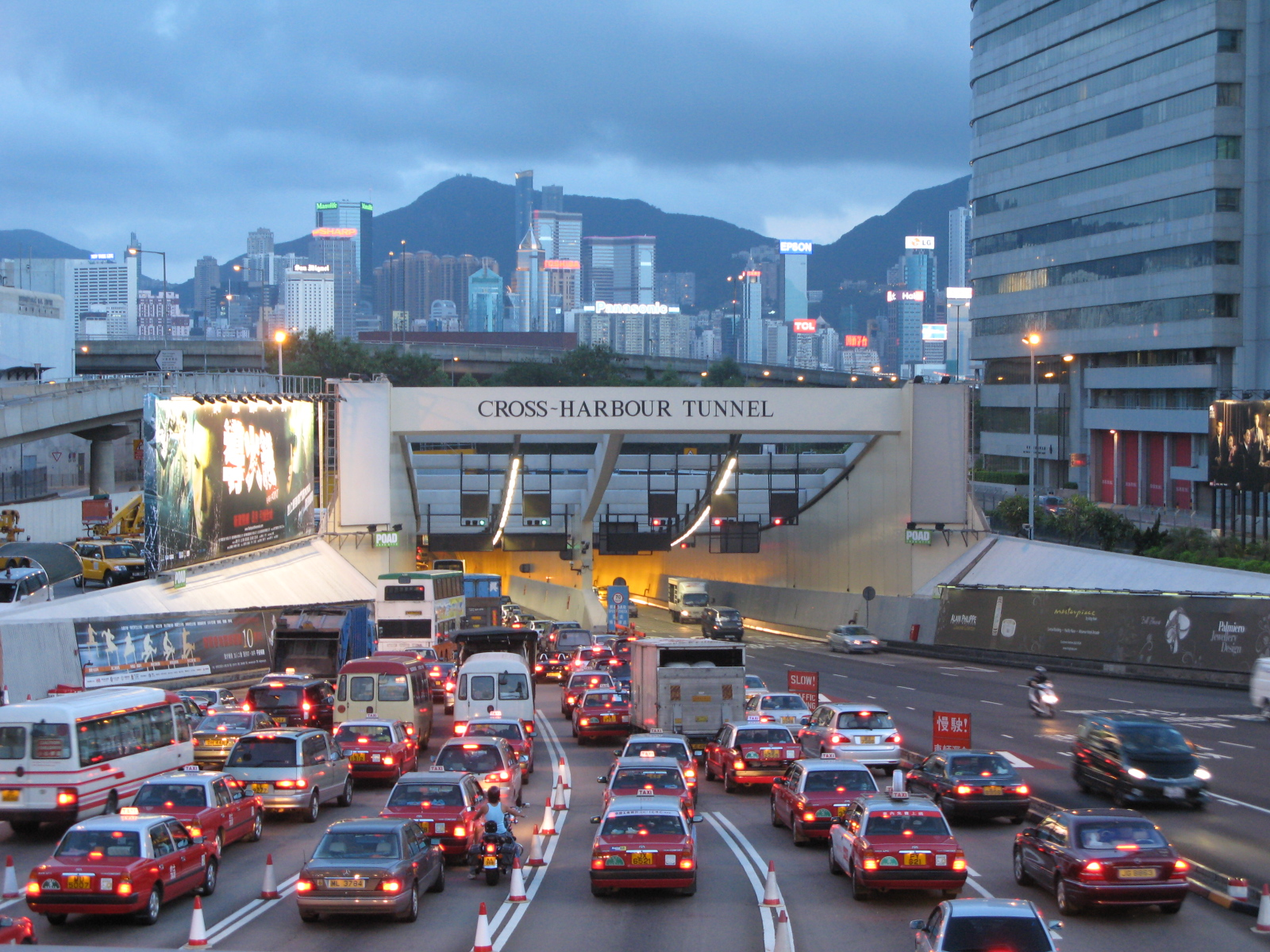
香港海底隧道（九龍側入口）

香港島内の交通としては、MTR港島線が、香港島北部の市街地を東西に横断して通っている。また、世界的にも珍しい2階建て香港トラムが、ほぼ港島線の路線と重なって香港島の北部を東西に通っている。中環からヴィクトリアピークまでは、ピークトラムの路線がある。
香港島と九龍半島は、海底隧道（Cross-Harbour Tunnel）、西区海底隧道（Western Harbour Crossing）、東区海底隧道（Eastern Harbour Tunnel）の3本の自動車用トンネルと、荃湾線、東鉄線、将軍澳線、機場快線・東涌線共用の4本の鉄道用トンネル、スターフェリーをはじめとする複数の航路の横断フェリーで結ばれている。香港島と九龍半島の間に、橋は架かっていない。
香港島のいくつかの埠頭から、ランタオ島やラマ島などの離島への船便が発着している。
上環の港澳碼頭からは、マカオや、深圳・広州など中国内地への高速船が発着している。この他、マカオへのヘリコプターによる定期航空便が就航している。このヘリコプター便は、1999年にマカオがポルトガルから中華人民共和国に返還されるまでは、世界で唯一のヘリコプターによる国際航路の定期便であった（なお、返還後も出入国手続きは行われているので、形の上では国際航路と言える）。
香港島南部の香港仔と鴨脷洲の間を鴨脷洲大橋が結んでいる。この橋は、1983年に2車線道路の橋として開通し、1994年には4車線に拡張された。
バス路線が充実しており、香港島内の各所間を結んでいるほか、海底トンネルを経由して九龍・新界への路線も多数ある。また、深圳へのバス便の発着場もある。

## 登場作品
- スリーピングドッグス 香港秘密警察(2012年) - PS3、Xbox 360、PCのアクションゲーム。舞台が香港島。
- Test Drive Unlimited Solar Crown(2024年) - PC、Nintendo Switch、PS5、Xbox Series X/Sのオープンワールドレースゲーム。